# Clematis tosaensis
Clematis tosaensis är en ranunkelväxtart som beskrevs av Tomitaro Makino. Clematis tosaensis ingår i släktet klematisar, och familjen ranunkelväxter. Inga underarter finns listade i Catalogue of Life.